# Climm
climm (anciennement mICQ) est un client de messagerie instantanée libriste, basé sur CLI et écrit pour une grande variété de systèmes, notamment AmigaOS, BeOS, Windows (utilisant Cygwin ou MinGW ), OS X, NetBSD / OpenBSD / FreeBSD, Linux, Solaris, HP-UX et AIX.

## Fonctionnalité
Climm possède de nombreuses fonctionnalités du client officiel ICQ, et plus encore :
- Il prend en charge la connexion directe cryptée SSL compatible avec licq et SIM.
- Il prend en charge les messages cryptés OTR.
- Il prend en charge l'envoi et la réception de messages encodés Unicode reconnus et non reconnus (il comprend même les messages UTF-8 pour les types de messages pour lesquels le protocole ICQ ne les utilise pas).
- Il est capable d'exécuter plusieurs UIN en même temps et est très configurable (par exemple, différentes couleurs pour les messages entrants de différents contacts ou pour différents comptes).
- En raison de son interface de ligne de commande, il offre une bonne convivialité pour les utilisateurs aveugles via des interfaces de synthèse vocale ou des appareils Braille.

Climm prend également en charge les fonctionnalités de base du protocole XMPP.

## Histoire
Climm a été développé à l'origine sous le nom de mICQ par Matt D. Smith comme logiciel du domaine public. À partir de mICQ 0.4.8, il était sous licence GPLv2, il ne restait alors plus grand-chose du code PD d'origine. 
Les ajouts ultérieurs ont été effectués par Rüdiger Kuhlmann, en particulier le support du protocole ICQ v8. mICQ, qui fut renommé climm ((en)pour «Command Line Interface Multi Messenger») avec le changement de version en 0.6. CLimm a été relicencié pour inclure l'exception OpenSSL.